# Сотело, Луис
Луис Сомало (исп. Luis Somalo; лат. Ludovicus Sotelo; 6 сентября 1574 года, Севилья, Испания — 25 августа 1624 года, Омура, Япония) — святой Римско-Католической Церкви, миссионер, член монашеского ордена францисканцев, мученик.

## Биография
Родился в 1574 году в Севилье, Испания. Окончил университет в Саламанке. После вступил в монашеский орден францисканцев. В 1600 году отправился на Филиппины для миссионерской деятельности среди японцев, проживавших в селении Дилао. После разрушения этого селения испанскими войсками в 1608 году отправился в Японию, где построил католический храм в районе Эдо (современный Токио). Эта церковь была разрушена после запрета христианства во время правления Токугава Хидэтада, издавшего указ о запрете исповедования христианства под угрозой смерти.
Бежал от преследований на север Японии в Сендай, которым управлял даймё Датэ Масамунэ, разрешавший деятельность католических миссионеров. В 1613 году, находясь под защитой Датэ Масамунэ, возвратился в Эдо. Построил церковь в районе Асакуса, за что был арестован и помещён в тюрьму. Находившиеся вместе с ним в заключении католические миссионеры были казнены, он же по ходатайству Датэ Масамунэ был освобождён из тюрьмы.
Спланировал и сопровождал посольство Датэ Масамунэ, отправленное в Испанию 28 октября 1613 года. Посольство во главе Хасэкура Цунэнага добиралось в Испанию на построенном японцами при содействии европейских моряков корабле «Сан-Хуан-Батиста», капитаном которой был самурай Ёказава Соген. В 1617 году вместе с посольством прибыл в Ватикан на аудиенцию к римскому папе Павел V, который назначил его вторым японским епископом. Из-за слишком долгого ожидания подтверждения этого решения римского папы испанским королём рукоположение во епископы не состоялось. Большинство японских самураев, прибывших с посольством в Испанию, приняли крещение и остались жить в Кориа-дель-Рио около Севильи.
Вместе с этим же японским посольством на обратном пути прибыл в 1618 году на Филиппины, где пробыл некоторое время из-за невозможности попасть в Японию из-за жестоких гонений на католиков. В 1622 году предпринял попытку тайно пробраться в Японию на борту китайского судна. По прибытии на берег был обнаружен и арестован.
После двухлетнего заключения в Омуре был заживо сожжён 25 августа 1624 года вместе с двумя францисканцами Людовиком Сасадой и Людовиком Бабой, иезуитом Мигелем де Карвалью и доминиканцем Педро Васкесом.
После казни их останки были помещены в лодку, которую затопили в море. Некоторым из присутствующих на казне католикам удалось сохранить небольшое количество останков доминиканца Пебро Васкеса, которые были переданы на хранение в Иезуитскую церковь в Макао. В настоящее время мощи находятся в усыпальнице китайских и японских мучеников.
Римский папа Пий IX причислил его к лику блаженных 7 июля 1867 года.
День памяти — 25 августа и 10 сентября в группе 205 японских мучеников.
В литературе
- Является одним из персонажей исторического романа японского писателя Сюсаку Эндо «Самурай».